# Cantó de Samer
El cantó de Samer és un cantó del departament francès del Pas de Calais, a la regió dels Alts de França. Està inclòs al districte de Boulogne-sur-Mer i té 18 municipis. El cap cantonal és Samer.

## Municipis
- Carly
- Condette
- Dannes
- Doudeauville
- Halinghen
- Hesdigneul-lès-Boulogne
- Hesdin-l'Abbé
- Isques
- Lacres
- Nesles
- Neufchâtel-Hardelot
- Questrecques
- Saint-Étienne-au-Mont
- Saint-Léonard
- Samer
- Tingry
- Verlincthun
- Wierre-au-Bois

## Història
| Data d'elecció                           | Identitat         | Partit           | Qualitat |
| ---------------------------------------- | ----------------- | ---------------- | -------- |
| 1945-1951                                | René Mathou       | SFIO             |          |
| 1951-1958                                | Jean Bardol       | PCF              |          |
| 1958-1982                                | Raymond Splingard | SFIO, després PS |          |
| 1982-2001                                | Jean Bardol       | PCF              |          |
| 2001-                                    | Jean-Claude Juda  | PCF              |          |
| les dades anteriors no són pas conegudes |                   |                  |          |
|                                          |                   |                  |          |

## Demografia
| A partir de 1990: Població sense dobles comptes |